# Gianfranco Ghirlanda
Gianfranco Ghirlanda S.J. (Rome, 5 juli 1942) is een Italiaans theoloog en een kardinaal van de Rooms-Katholieke Kerk.
Ghirlanda trad in 1966 in bij de orde der Jezuïeten, waar hij op 24 juni 1973 priester werd gewijd.
Ghirlanda volgde een wetenschappelijke loopbaan. Hij studeerde aan de Pauselijke Universiteit Gregoriana, waar hij in 1975 een licentiaat behaalde in kerkelijk recht en in 1978 een doctoraat.
Ghirlanda doceerde aan de Gregoriana vanaf 1975. In 1986 werd hij daar tot hoogleraar benoemd; van 1995 tot 2004 was hij decaan van de faculteit voor kerkelijk recht. Van 2004 tot 2010 was hij rector van de Gregoriana.
Ghirlanda leverde een belangrijke bijdrage aan de totstandkoming van de apostolische constitutie Praedicate Evangelium.
Ghirlanda werd tijdens het consistorie van 27 augustus 2022 kardinaal gecreëerd. Hij kreeg de rang van kardinaal-diaken. Zijn titeldiakonie werd de Santissimo Nome di Gesù. Vanwege zijn leeftijd werd Ghirlanda vrijgesteld van de verplichting voor kardinalen om tot bisschop gewijd te worden. Omdat hij op het moment van creatie ouder was dan 80 jaar is hij niet gerechtigd deel te nemen aan een conclaaf.
Op 19 juni 2023 werd Ghirlanda benoemd als patroonkardinaal van de Orde van Malta.